# Paruline vermivore
Helmitheros vermivorum
Genre
Espèce
Statut de conservation UICN

 LC  : Préoccupation mineure
Répartition géographique
La Paruline vermivore (Helmitheros vermivorum) est une espèce de passereaux de la famille des Parulidae.
Ces oiseaux se reproduisent à travers l'est des États-Unis. Leurs habitats sélectionnés varient considérablement, majoritairement associées à des forêts de bois dur matures sur des pentes raides. Historiquement, les populations côtières peuplent les pocosins ; récemment, elles se sont déplacées vers les endroits de pin.
Son nom fait référence aux nombreuses larves de lépidoptères qu'elle ingurgite ; elle ne consomme que très rarement des vers de terre.